# Coscinia guidoi
Coscinia guidoi är en fjärilsart som beskrevs av Da Silva Cruz 1978-1979. Coscinia guidoi ingår i släktet Coscinia och familjen björnspinnare. Inga underarter finns listade i Catalogue of Life.